# Świerkocin (Lubusz)
Świerkocin is een dorp in de Poolse woiwodschap Lubusz. De plaats maakt deel uit van de gemeente Witnica en telt ca. 300 inwoners.